# British Rail 395 sorozat

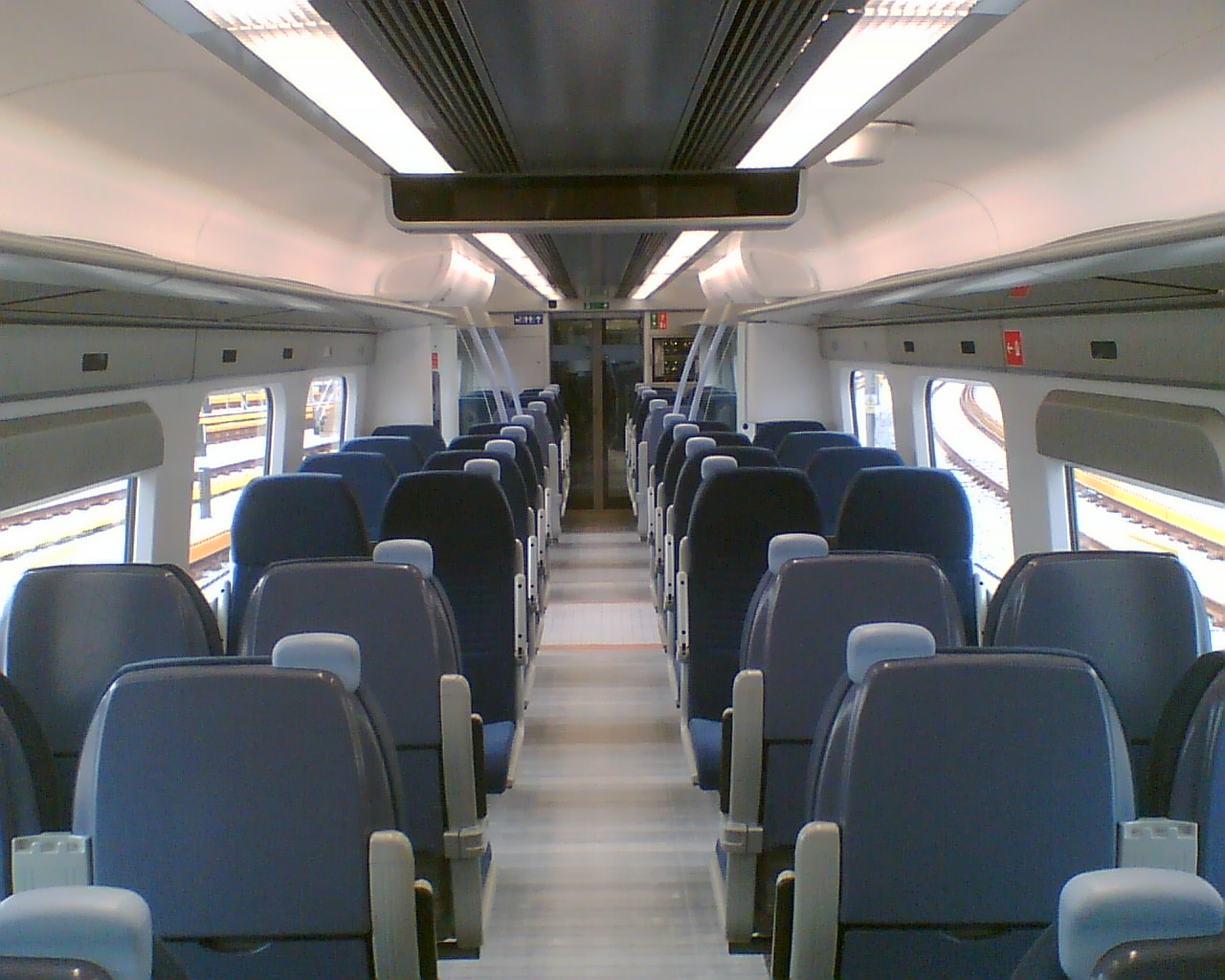
utastér

A British Rail 395 sorozat egy nagysebességű villamosmotorvonat-sorozat, mely a CTRL vonalon közlekedik Angliában 2009-től. A vonatokat a Japán Hitachi gyártotta. Ez a vonat a leggyorsabb Angliában a 225 km/h-s sebességével. A Southeastern vasúttársaság üzemelteti. A 2012. évi nyári olimpiai játékokon is utasokat is szállított.
A Brit első nagysebességű elővárosi üzemet 2009 júniusban indították meg, hat hónappal a tervezett időpontnál korábban, amikor is London St Pancras pályaudvar – Ashford International között a HSL 1 vonalon keresztül megindult a korlátozott üzem. Az új üzemben a Hitachi 225 km/h sebességű 395 sorozatú Javelin villamos motorvonat szolgál, és ennek révén az eljutási idő 84 percről 37 percre csökkent. A 395 sorozatú jármű mind 25 kV 50 Hz váltakozó árammal, mind 750 V egyenárammal, harmadik sínes áramellátással is tud üzemelni, lehetővé téve, hogy Ashford – Faversham, Dover – Margate között a hagyományos hálózaton is tudjon közlekedni. A teljes üzem decemberben indult meg. Ezeket a vonatokat használták ingavonatként St.Pancras és Stradford közötti elővárosi forgalomban a 2012. évben Londonban megrendezésre került Olimpiai játékok idején a résztvevők, és a nézők szállítására. A 29 hat kocsis vonatállományt a Hitachi tartja fenn, erre a célra Ashfordban megépített telephelyen.